# Joseph Nicéphore Niépce

Firma di Joseph Nicéphore Niépce

Joseph Nicéphore Niépce (Chalon-sur-Saône, 7 marzo 1765 – Saint-Loup-de-Varennes, 5 luglio 1833) è stato un fotografo e ricercatore francese, conosciuto per essere stato l'autore del primo scatto fotografico della storia: Veduta dalla finestra a Le Gras.

## Biografia
Joseph Nicéphore Niépce nacque il 7 marzo 1765 a Chalon-sur-Saône da una benestante famiglia borghese. Suo padre, Claude Niépce (1726-1785), consigliere del re, era un avvocato presso la Corte, ricevitore di partite a Chalon-sur-Saône e amministratore del duca di Rohan-Chabot che lo teneva in stima. Sua madre, Claude Barault (1734-1804), è figlia di Antoine Barault. Molto ricca e una delle più antiche di Chalon, la famiglia Niépce possedeva proprietà sparse per la città. Dopo aver pensato di votarsi al sacerdozio, intraprese un burrascoso periodo di militanza come rivoluzionario, nel 1787, durante il quale soggiornò per lungo periodo in Sardegna; alcune complicanze di salute, tuttavia, lo costrinsero a riparare nuovamente in Francia, dove si unì in matrimonio con Agnes Romero, divenendo contestualmente amministratore del distretto di Nizza. Si trattava, tuttavia, di un mestiere che non lo soddisfaceva e per questo ben presto iniziò a studiare chimica e fisica insieme al fratello maggiore, anch'egli nome Claude (1763–1828).
Insieme al fratello, Niépce, oltre a ideare un motore a combustione interna e apparecchiature di propulsione dei natanti e di pompaggio delle acque, compì importanti esperimenti sulla sensibilità alla luce di diverse sostanze. Fu in questo modo che creò un apparecchio per effettuare riprese fotografiche su supporto metallico: con questo strumento scattò la prima fotografia della storia dell'umanità, Vista dalla finestra a Le Gras, opera che consegnò il suo nome alla storia. Funestato dal lutto per la morte dell'amato fratello Claude, Niépce visitò Parigi nel 1827, conoscendovi Louis Daguerre e Augustin François Lemaître, fotografi che in seguito diventeranno suoi collaboratori. Nel 1829 fondò con Daguerre un'associazione per il perfezionamento dei materiali fotosensibili. Egli, tuttavia, morì, prima di vedere riconosciuta l'importanza delle sue ricerche, a Saint-Loup-de-Varennes il 5 luglio 1833; le sue spoglie vennero sepolte nel cimitero cittadino, a poca distanza dal luogo dove era stata scattata la Veduta della finestra a Le Gras.

## Niépce e la fotografia

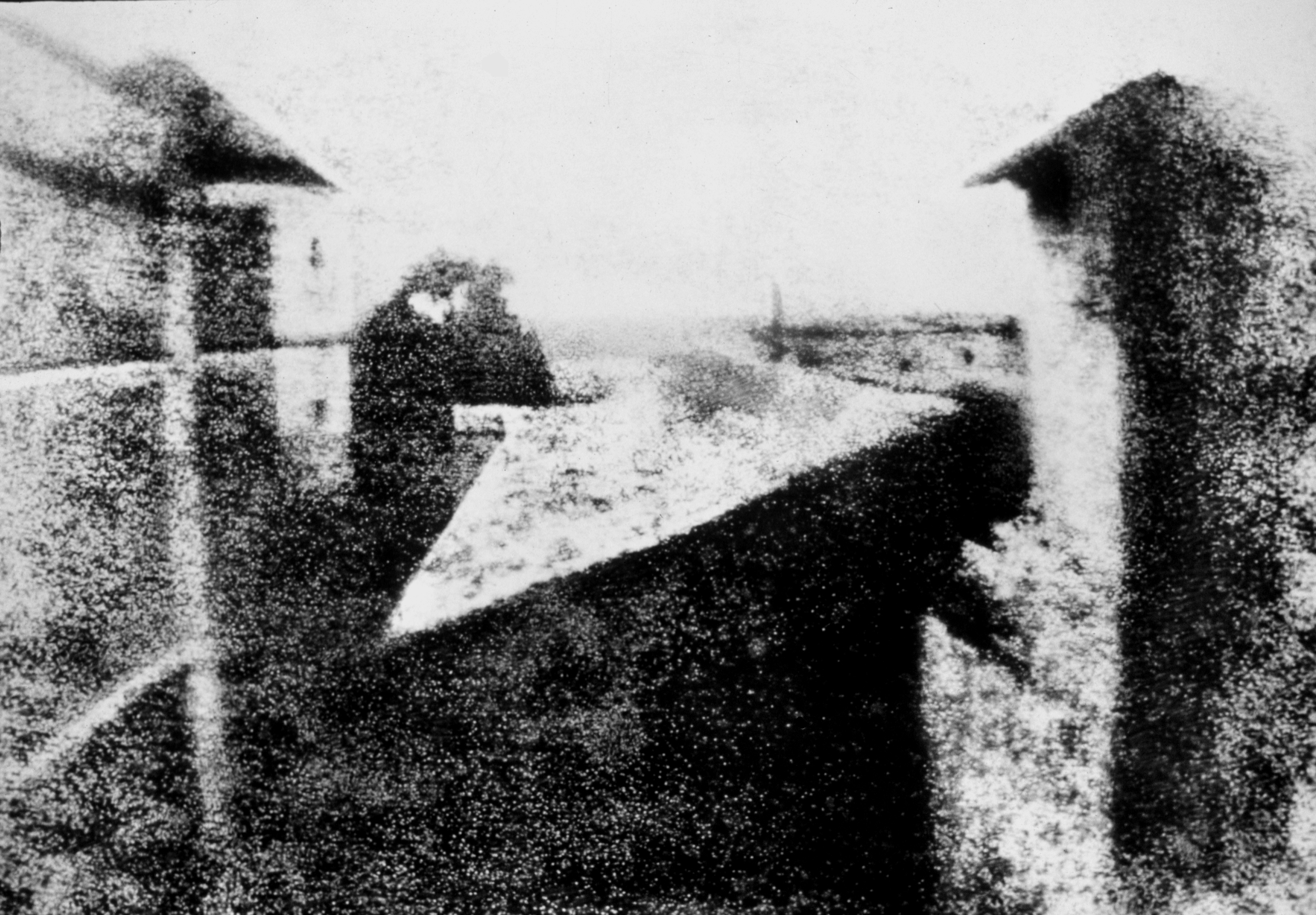
Joseph Nicéphore Niépce, Veduta della finestra a Le Gras (1827)

Nel 1796, mentre era di stanza a Cagliari, Niépce maturò il proposito di eseguire immagini per la stampa calcografica senza l'intervento di un disegnatore. Per imprimere le immagini della camera oscura su una lastra da incisore, ebbe l'idea di impiegare il bitume di Giudea, sostanza costituita da bitume, standolio, argilla ed essenza di trementina. Si trattò di un'idea vincente, in quanto questo composto chimico era caratterizzato da un'elevata resistenza alla corrosione, in grado di fronteggiare l'azione dell'acido ove non fosse richiesta.
Niépce, dunque, cospargeva le lastre destinate a essere incise con l'acido con un sottile strato di bitume e le collocava sul fondo della camera oscura. Questo prodotto rendeva le lastre fotosensibili, al punto che - dopo un'esposizione di diverse ore - le parti esposte alla luce si scolorivano e si indurivano, mentre le regioni scure del supporto non subivano alterazioni. La lastra veniva dunque lavata in essenza di lavanda, così da rimuovere il bitume in eccesso, e cosparsa di inchiostro, che si depositava nelle zone scure, quelle erose dall'acido. Terminato questo procedimento, appariva l'immagine fotografica vera e propria.

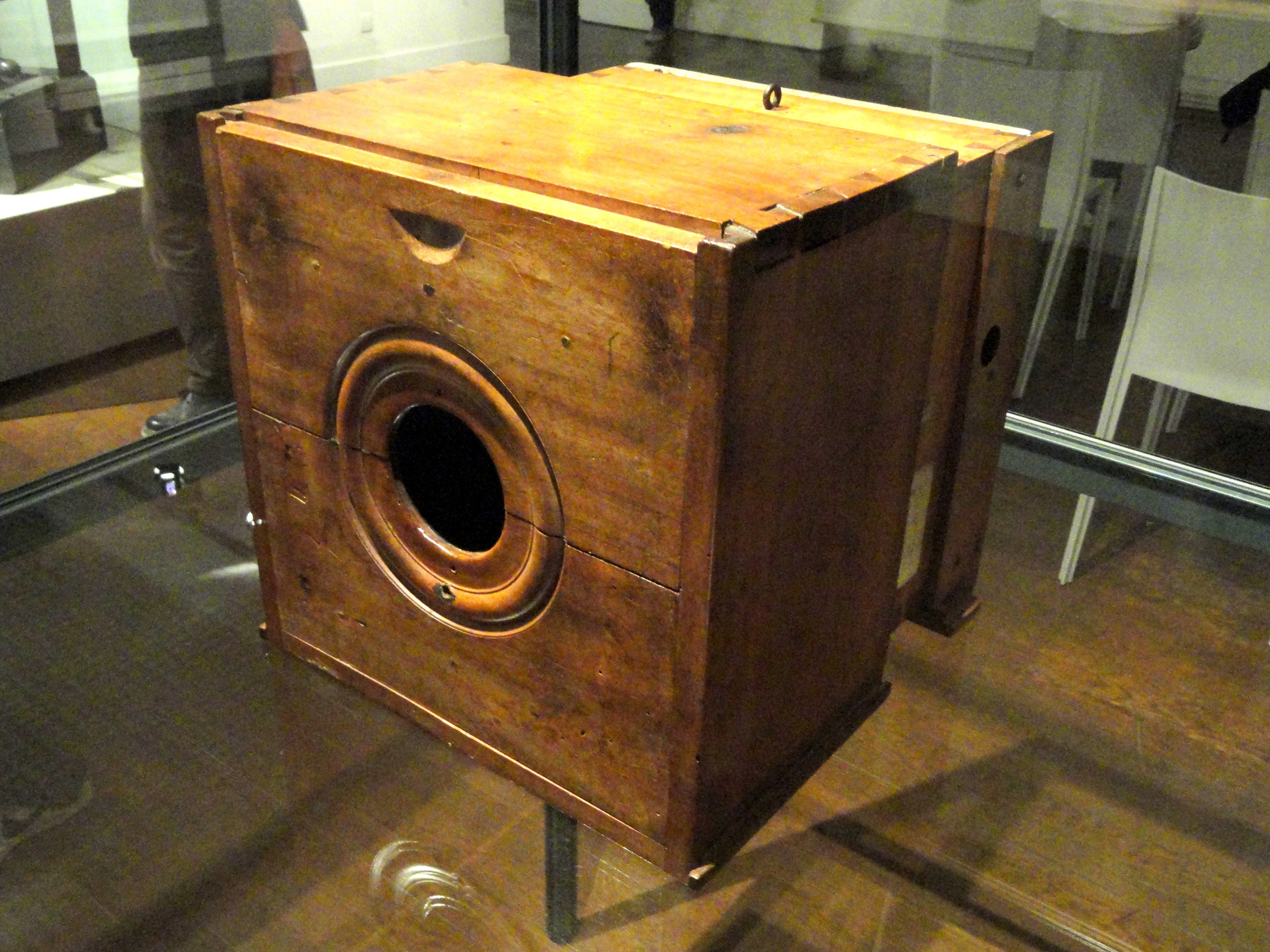
La macchina fotografica di Niépce

Questo procedimento, battezzato dal Niépce «eliografia», conobbe in seguito numerosi perfezionamenti e portò nel 1827 allo sviluppo della prima ripresa fotografica della storia, Vista dalla finestra a Le Gras. A essere ritratto era, per l'appunto, il panorama visibile dallo studio del fotografo, con vari tetti e fabbricati edilizi. La qualità dell'immagine, riprodotta in bianco e nero, è molto povera, ed è compromessa dai contorni poco nitidi e dall'inadeguatezza della messa a fuoco. Fu, in ogni caso, un'opera rivoluzionaria, trattandosi della prima immagine prodotta senza l'intervento dell'uomo.

## Scritti, lettere e carteggi
- Lettres, 1816-1817: Correspondance conservee a Chalon-sur-Saône, [S.l. : s.n.], 1973
- Correspondances 1825-1829: V. Chevalie r ...avec une nomenclature des sources manuscrites par Pierre G. Harmant, [S.l. .s.n.], 1974, volume illustrato
- Nicéphore Niépce: lettres et documents choisis, par Paul Jay; introduction, presentation et notes [par] Paul Jay et Michel Frizot; avec la collaboration de Françoise Ducros, Paris: Centre national de la photographie, 1983 1984, pubblicato in occasione del 150º anniversario della morte di Niépce
- Manuel Bonnet, Jean-Louis Marignier (éd.), Niépce, correspondance et papiers, Maison Nicéphore Niépce, Saint-Loup-de-Varennes, 2003